# Municipio de District
El municipio de District (en inglés: District Township) es un municipio ubicado en el condado de Berks en el estado estadounidense de Pensilvania. En el año 2000 tenía una población de 1.449 habitantes y una densidad poblacional de 48 personas por km².

## Geografía
El municipio de District se encuentra ubicado en las coordenadas 40°25′57″N 75°39′44″O / 40.43250, -75.66222.

## Demografía
Según la Oficina del Censo en 2000 los ingresos medios por hogar en la localidad eran de $53,233 y los ingresos medios por familia eran $58,158. Los hombres tenían unos ingresos medios de $42,404 frente a los $30,556 para las mujeres. La renta per cápita para la localidad era de $21,663. Alrededor del 3,5% de la población estaba por debajo del umbral de pobreza.